# Михаэль, Гейман Иосиф
Гейман Иосиф Михаэль (нем. Heimann Joseph Michael; ивр. חײם מיכל‎; род. в Гамбурге в 1792 г., умер там же в 1846 г. ) — известный немецко-еврейский библиограф.

## Биография
Родился в Гамбурге в 1792 году. Страстный библиофил, он стал собирать книги с 12-летнего возраста. В его библиотеке имелось 860 манускриптов, 5471 печатных произведений по всем отраслям еврейской литературы. В 1848 году в Гамбурге был издан каталог его библиотеки «אוצרות חײם — Katalog der Michaelischen Bibliothek» с ценным приложением М. Штейншнейдера.
Михаэль принимал живое участие во всех умственных движениях своего времени, его переписка представляет огромный литературный интерес.

## Труды
Единственным оригинальным трудом Михаэля (оставшимся неоконченным) является «Or ha-Ḥayyim» («אור החײם») — биографический словарь еврейских писателей, изданный его сыном с предисловием А. Берлинера (Франкфурт-на-Майне, 1891).